# 越南航空學院
越南航空學院是一個位於胡志明市新山一國際機場旁邊的大学，是越南唯一航空學院。该學院于2006年成立，在胡志明市设立两个校区，包括新平郡和富润郡的两个校区。学院在慶和省金蘭市也开设了校区。